# Вайи-сюр-Эн
Вайи-сюр-Эн (фр. Vailly-sur-Aisne)  — коммуна на севере Франции, регион О-де-Франс, департамент Эна, округ Суасон, кантон Фер-ан-Тарденуа. Расположена в 18 км к востоку от Суасона и в 52 км к западу от Реймса, в 8 км от национальной автомагистрали N2, на правом берегу реки Эна.
Население (2018) — 2 008 человек.

## История
Вайи был основан галлами. Во время археологических раскопок к северу от нынешнего расположения коммуны были найдены свидетельства существования здесь поселения времен Юлия Цезаря. На протяжении последующих веков главным событием в истории Вайи была остановка здесь на ночь короля Карла VII, следовавшего в сопровождении Жанны д'Арк после знаменитой коронации из Реймса в Корбени, чтобы поклониться мощам святого Маркуфа.
Во время Первой мировой войны Вайи оказался в зоне боев и был разрушен почти на 90 %.

## Достопримечательности
- Церковь Нотр-Дам начала XII—XIII веков
- Пещеры и гроты со следами поселения VI века
- Фонтан в центре города

## Экономика
Структура занятости населения:
- сельское хозяйство — 0,9 %
- промышленность — 25,2 %
- строительство — 1,8 %
- торговля, транспорт и сфера услуг — 47,6 %
- государственные и муниципальные службы — 24,5 %

Уровень безработицы (2017) — 15,5 % (Франция в целом — 13,4 %, департамент Эна — 17,8 %). 

Среднегодовой доход на 1 человека, евро (2018) — 19 510 (Франция в целом — 21 730, департамент Эна — 19 690).

## Демография
Динамика численности населения, чел.

## Администрация
Администрацию Вайи-сюр-Эн с 2014 года возглавляет Арно Батфор (Arnaud Battefort). На муниципальных выборах 2020 года возглавляемый им левый список был единственным.
| Период | Период | Фамилия     | Партия                               | Примечания                                       |
| ------ | ------ | ----------- | ------------------------------------ | ------------------------------------------------ |
| 1995   | 2014   | Анник Вене  | Разные правые                        | медсестра, член Генерального совета департамента |
| 2014   |        | Арно Батфор | Социалистическая партия Разные левые | консультант по графическим коммуникациям         |

## Галерея

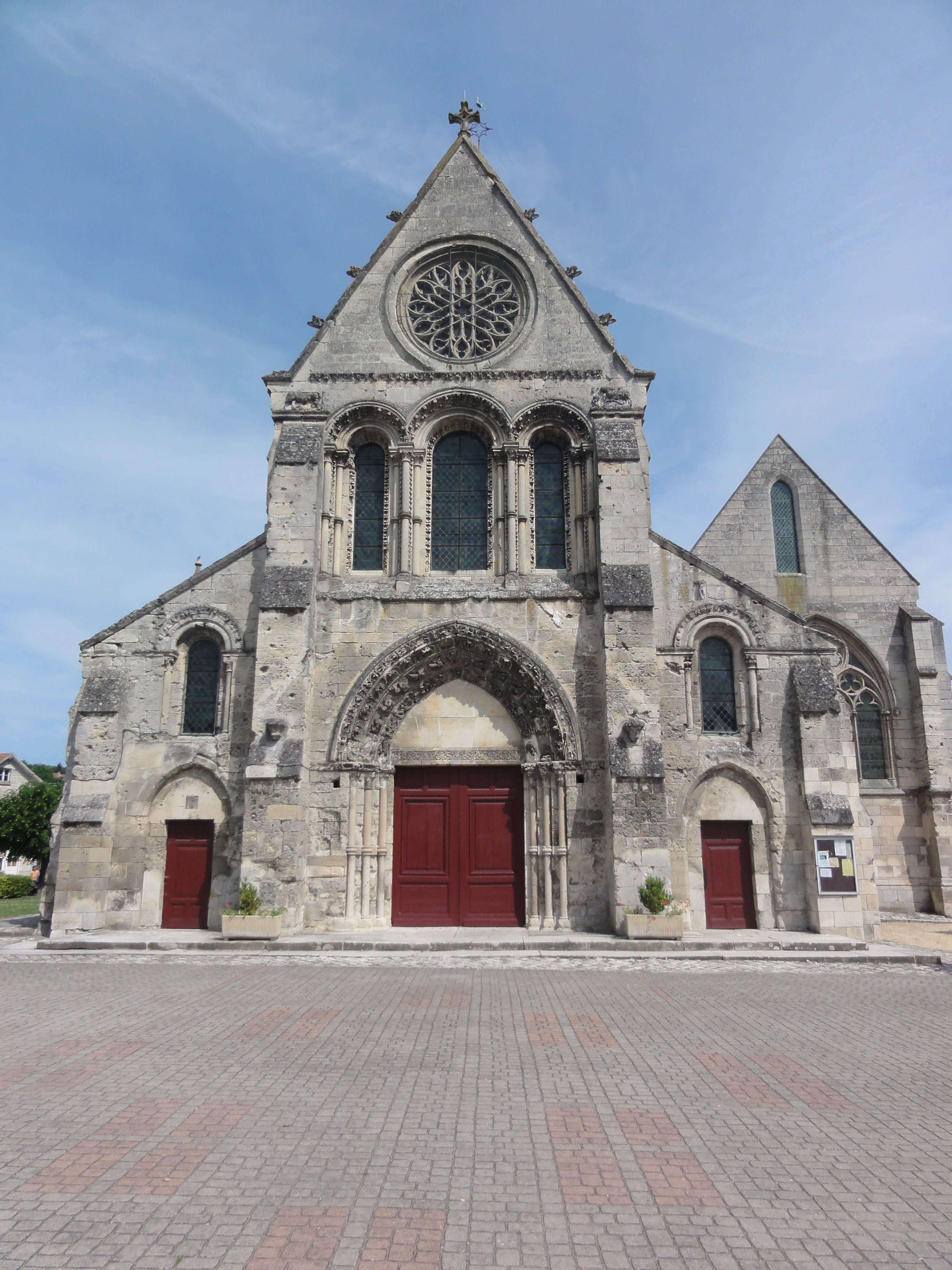
Церковь Нотр Дам
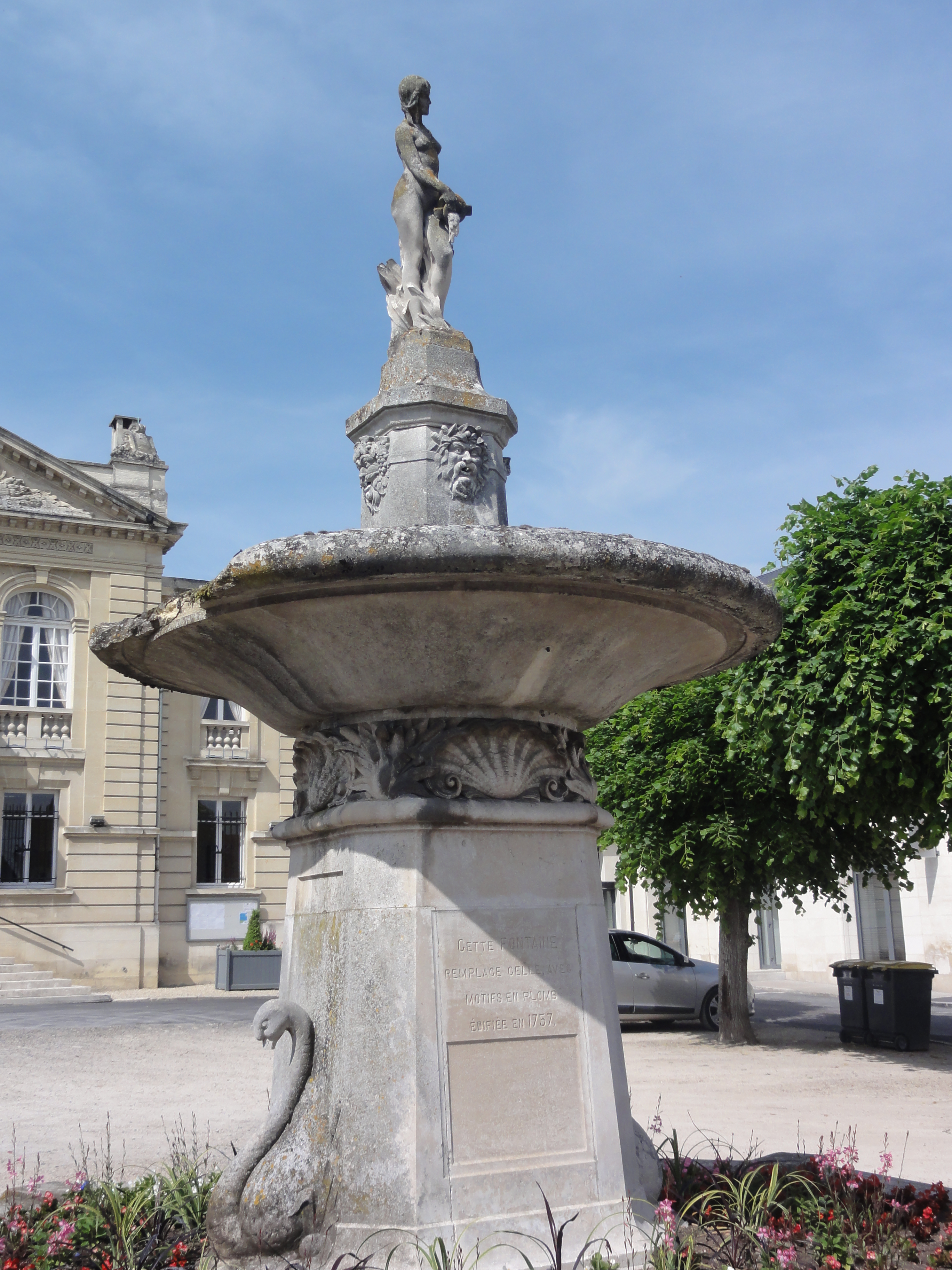
Фонтан